# زندگانی تولستوی
زندگانی تولستوی کتابی است نوشته رومن رولان. این کتاب با نثر بسیار شاعرانه و ظریفی نوشته شده‌است و گویای رومانتیسمی خاص و تاثیر پذیری عمیق رولان و بخش بزرگی از هم نسلان او از انسان‌گرایی عمیق تولستوی است که خود را در گرایش صلح جویانه و مسیحیت اومانیستی آنها نیز در نیمه قرن بیستم متجلی می‌کند.
بخشی از گفتهٔ رومن رولان در نخستین صفحات کتاب در مورد تولستوی چنین است:
در فرانسه بسیارند کسانی که برای آنان، تولستوی، یک دوست، بهترین دوست و حتی تنها دوست واقعی هنر اروپایی محسوب می‌شود. نویسنده این کتاب یکی از این افراد است که به این وسیله دین خود را برای این سپاس و عشق نسبت به تولستوی ادا می‌کند...
این کتاب توسط ناصر فکوهی از زبان فرانسوی به فارسی ترجمه شده که در نشر دانش و در سال ۱۳۶۴ منتشر شد.

## پی‌نوشت
1. ↑  «زندگانی تولستوی». انسان‌شناسی و فرهنگ. ۱۸ خرداد. بایگانی‌شده از اصلی در ۱۶ مه ۲۰۱۱. دریافت‌شده در ۵ فروردین ۱۳۹۰. از پارامتر ناشناخته |ماه= صرف‌نظر شد (کمک); تاریخ وارد شده در |تاریخ=، عدم تطابق|سال= / |تاریخ= را بررسی کنید (کمک)